# Lianghe
För andra betydelser, se Lianghe (olika betydelser).
Lianghe är ett härad i Dehong, en autonom prefektur för dai- och jingpo-folken i Yunnan-provinsen i sydvästra Kina. 